# Хаџем Хајдаревић
Хаџем Хајдаревић (Крушево код Фоче, 18. јул 1956 — Сарајево, 4. децембар 2023) био је босанскохерцеговачки песник, прозни писац, есејист, публицист, писац за децу, уредник и приређивач издања других аутора. Добитник је више књижевних награда, међу којима су и Награда Требињских вечери поезије (1981), Награда Скендер Куленовић (1996), Плањаксова награда за најбољу књигу песама (2005) и др.
Хаџем Хајдаревић живи у Сарајеву и ради на Институту за језик на пословима стручног сарадника. Члан је Друштва писаца Босне и Херцеговине, члан ПЕН-центра Босне и Херцеговине, а од 2001. године, у оквиру редовних активности Друштва писаца БиХ, председник је Организационог одбора Међународне књижевне манифестације „Сарајевски дани поезије”.
Преминуо је 4. децембра 2023. године у Сарајеву.

## Дела
- Сеобе Обала – поезија[2]
- Које Нухове лађе – поезија[3]
- Живе воде – поезија[4]
- Бајрамске ципеле – сликовница за децу с илустрацијама Ахмета Муминовића[5]
- Пјесме понорнице – поезија[6]
- Четвера Ушћа – избор из четири песничких збирки[7]
- Пето ушћe – поезија[8]
- Наусикајина кћи – избор песама о љубави[9]
- Приче са Добриње – анегдотална проза из рата[10]
- Клиника за пластичну хирургију – приче[11]
- Сутрашње путовање бродом – поезија[12]
- Ушћа – изабране песме, едиција „Бошњачка књижевност у 100 књига”, 6. коло[13] (књигу дели с песником Семездином Мехмединовићем)
- На сонетним отоцима – поезија[14]
- Кишно друштво – колумне[15]